# Gat (lligadura)

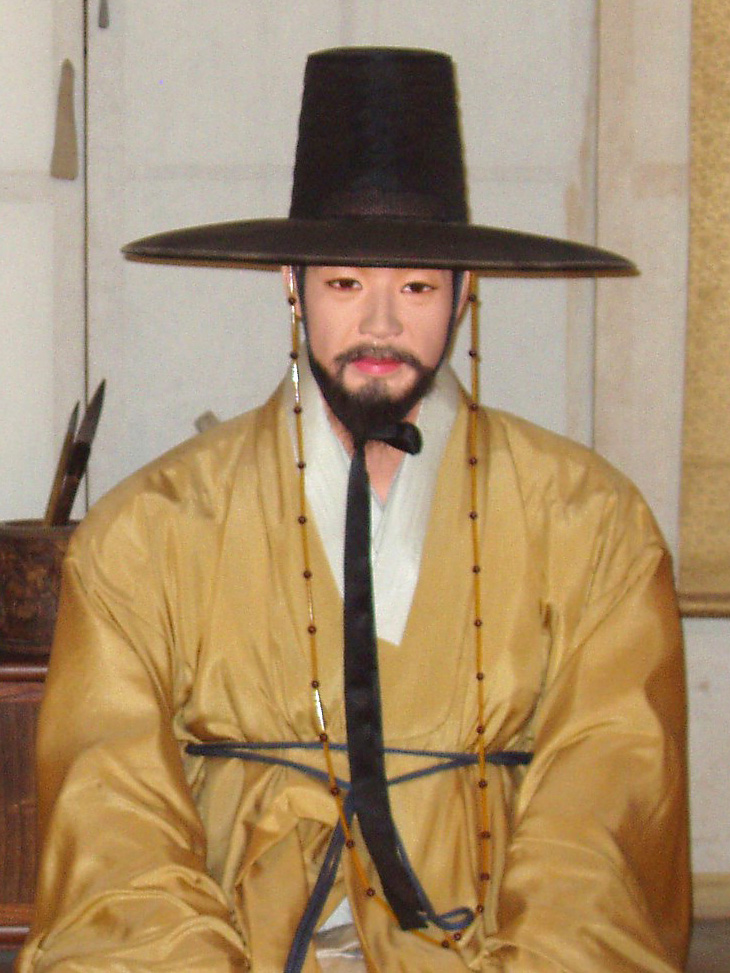
Un gat tradicional en exhibició a Seül, Corea del Sud.

El gat és un tipus de barret tradicional coreà usat pels homes juntament amb el vestit hanbok durant la dinastia Joseon. Està fet de crineres de cavall subjectades a un marc de bambú i és parcialment transparent i de color negre. Sota el gat s'emprava sovint una altra peça per evitar que el gat fregués amb el front.
La majoria dels gats són cilíndrics, amb una ala àmplia, i suporten un marc de bambú. Només els homes casats de classe mitjana podien vestir el gat a finals del segle xix, que representava el seu estatus social i protegia els seus nusos (anomenats sangtu, 상투).
Durant la dinastia Joseon, l'ús del gat de color negre (heungnip, 黑笠, 黒立) estava limitat als homes que havien passat l'examen Gwageo. Els plebeus usaven una variant anomenada paeraengi (패랭이) que estava teixida a partir de bambú partit.
Els artesans que fabriquen els gats reben l'apel·latiu de gatiljang (갓일장).

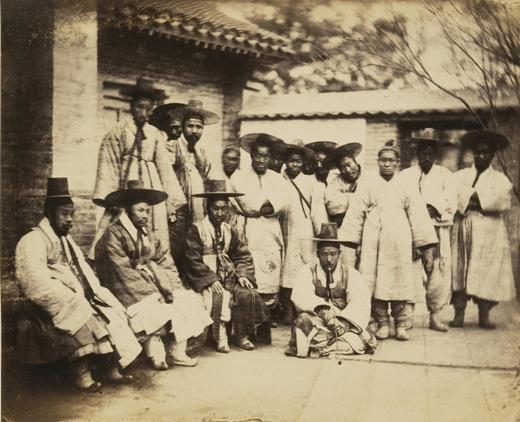
Un grup de coreans amb gat, 1863

## Colors i tipus

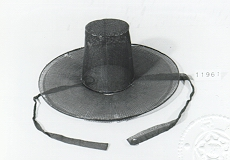
De color negre

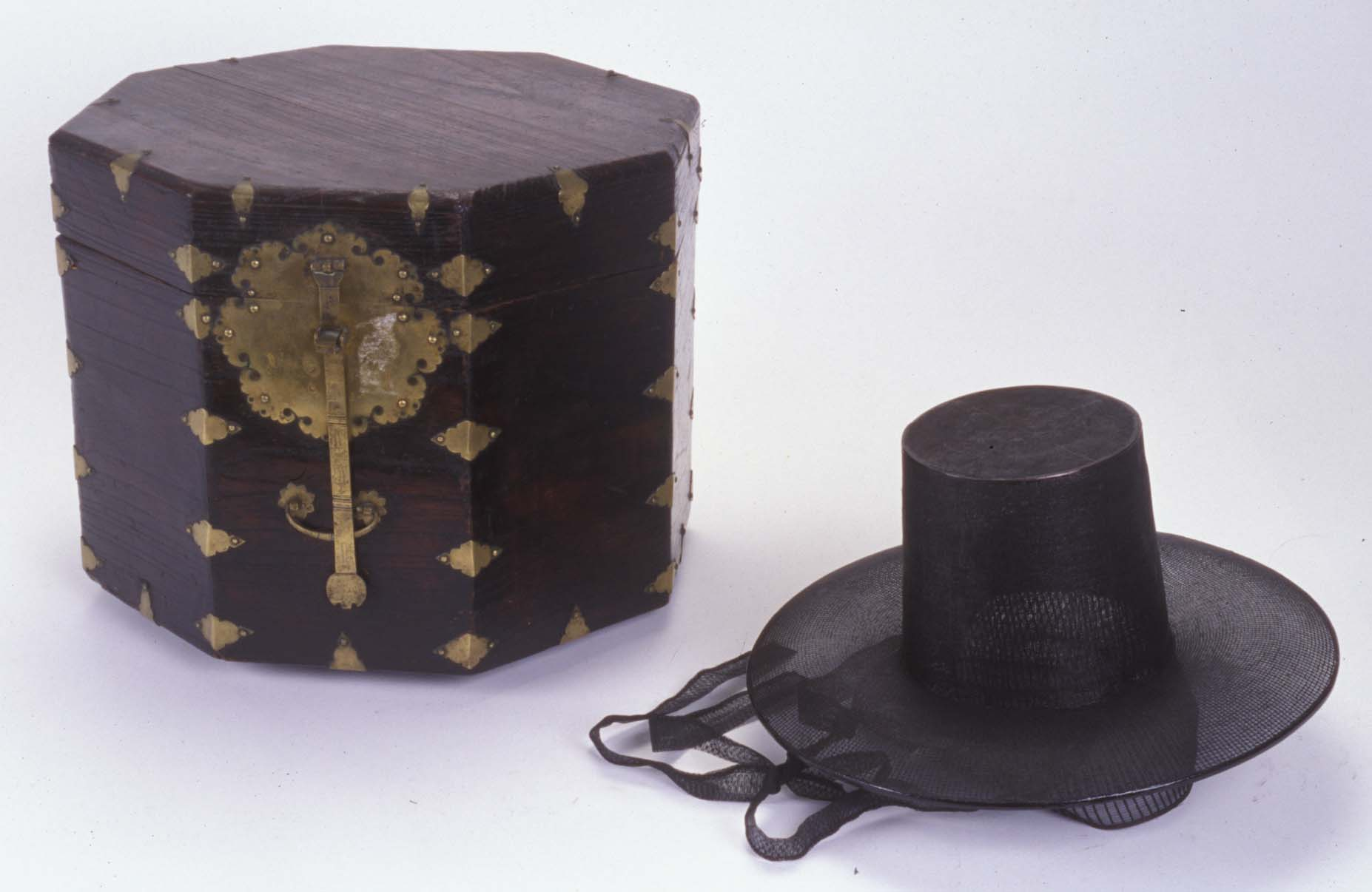
De color negre i el seu estoig (gatjip)

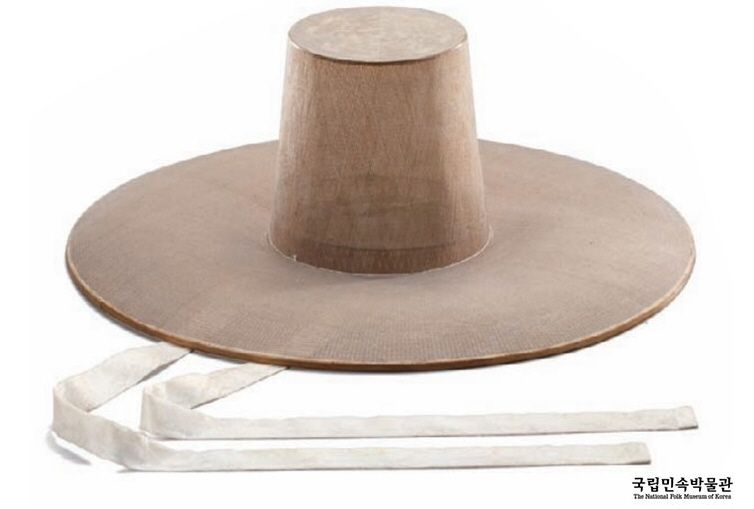
De color blanc

Els colors i els tipus de gat es distingeixen per circumstàncies o bé estatus socials. Durant el període Joseon, el gat de color negre (en hangul, 흑립; en hanja, 黑笠; romanització revisada del coreà, heungnip) estaven restringits als homes que havien aprovat el gwageo, o exàmens de funció pública. En definició estreta, el terme gat es refereix a l' heungnip .
Un gat ((en hangul, 백립; en hanja, 白笠; romanització revisada del coreà, baengnip)) es portava en èpoques de dol nacional. S'elabora de la mateixa manera que un gat negre, però a partir de sambe (cànem), d'acord amb el vestit tradicional de dol de cànem coreà.
Un gat vermell ((en hangul, 주립; en hanja, 朱笠; romanització revisada del coreà, jurip)) va ser usat pels oficials militars de Joseon. El seu color prové de la laca vermella.

Els plebeus portaven una variant anomenada paeraengi (패랭이) que es teixia amb bambú dividit.

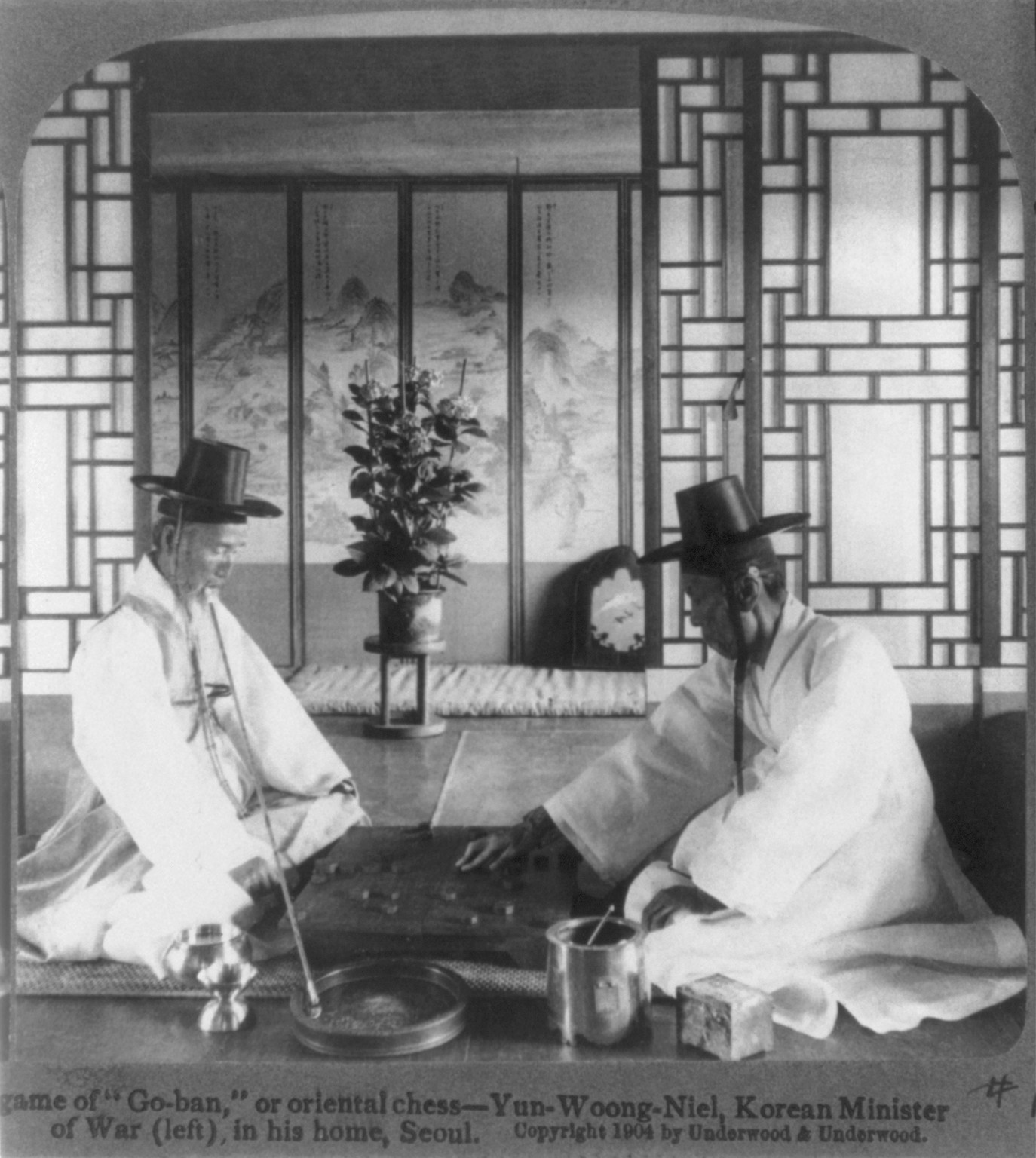
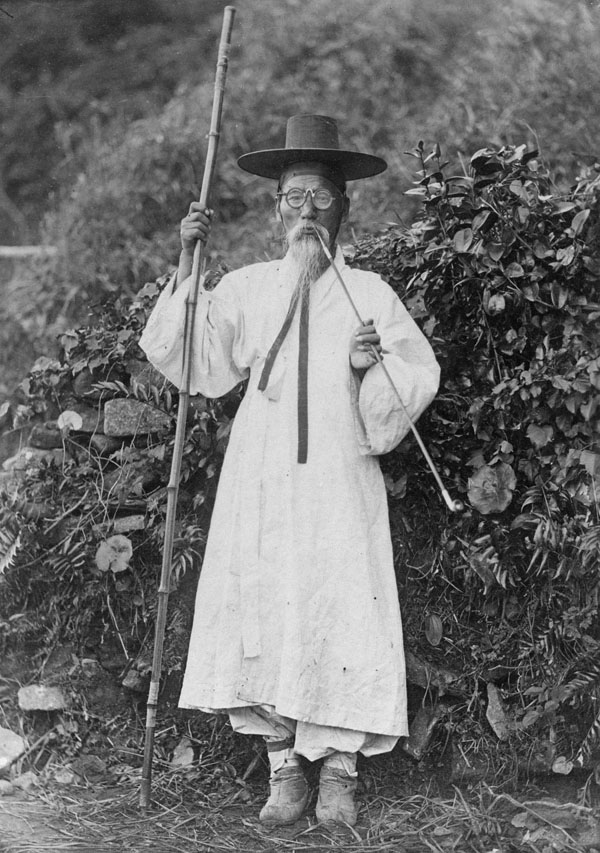
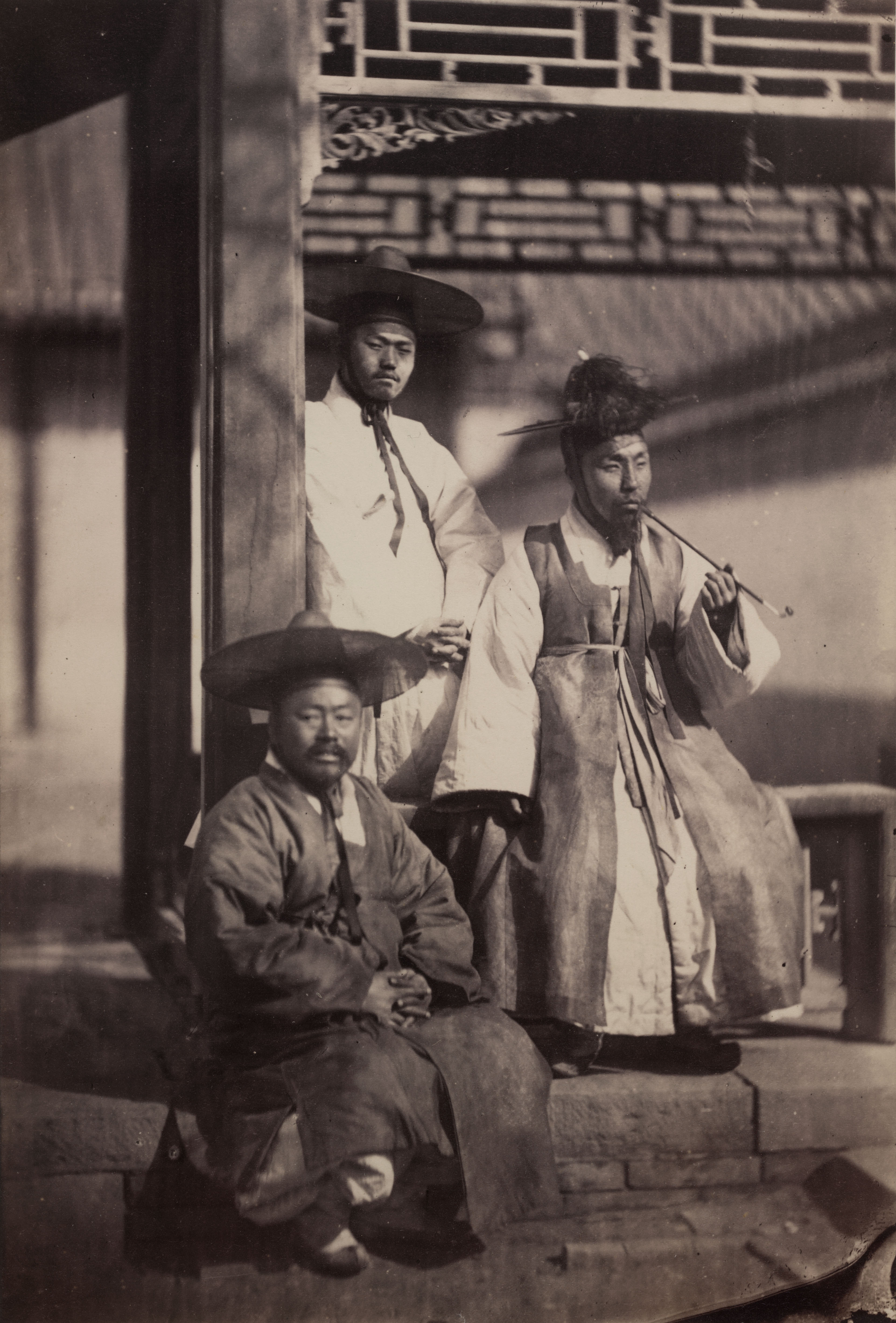
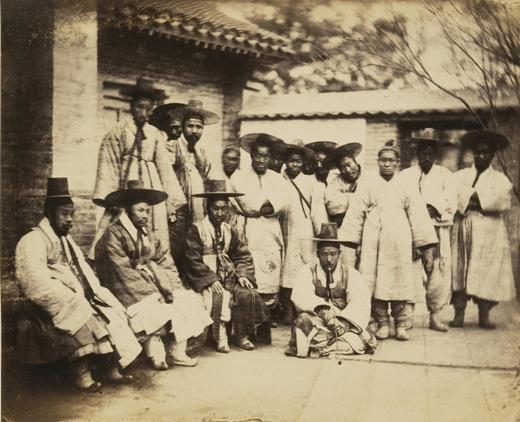
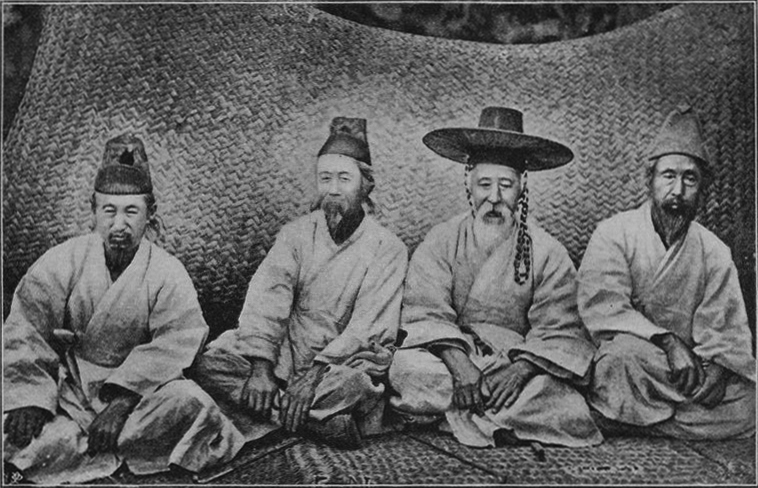
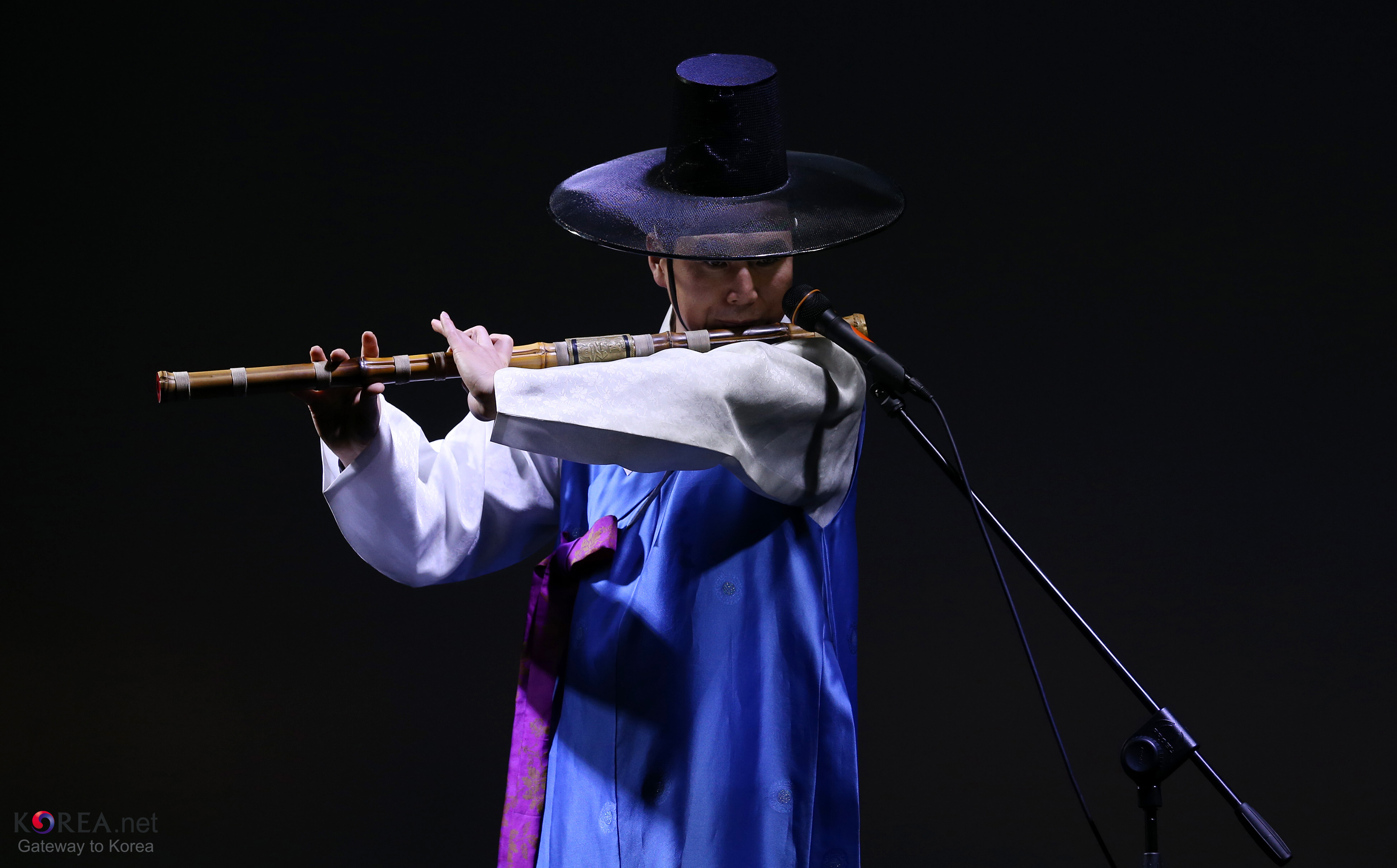
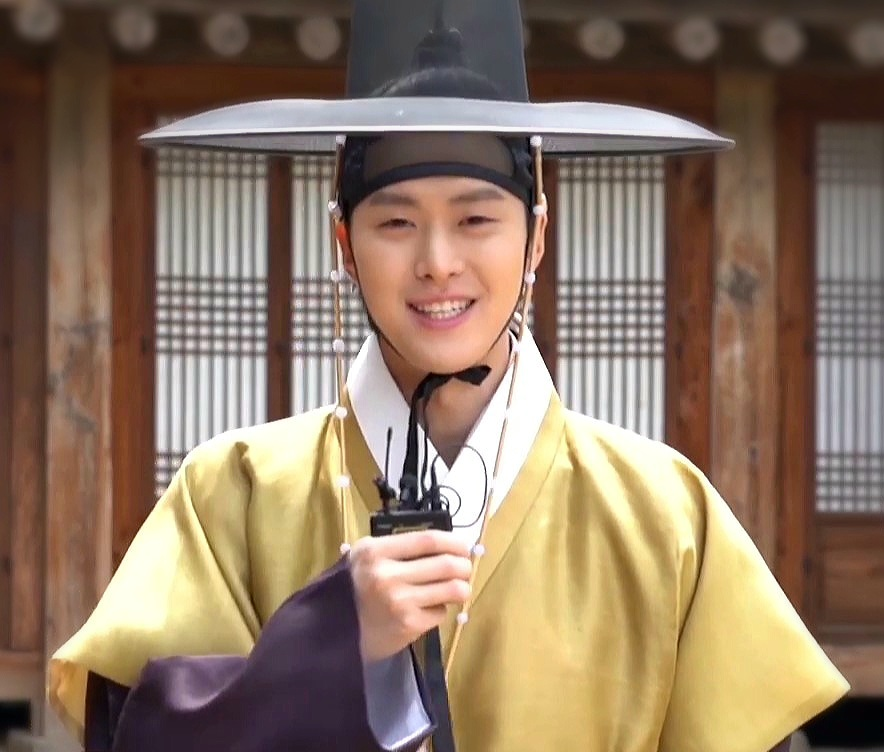
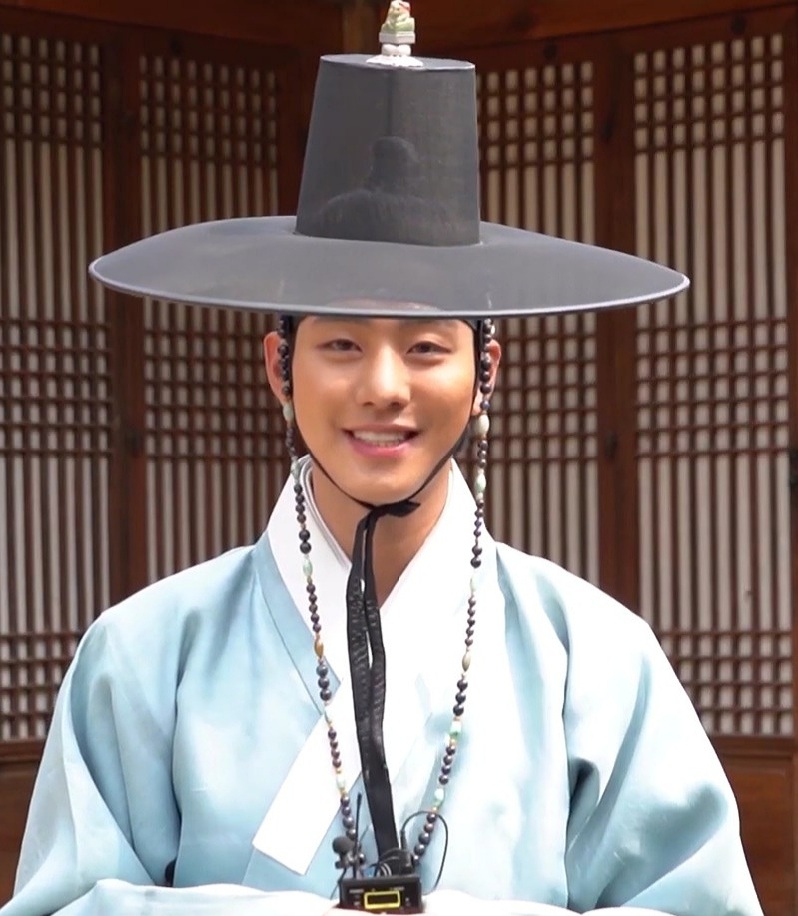
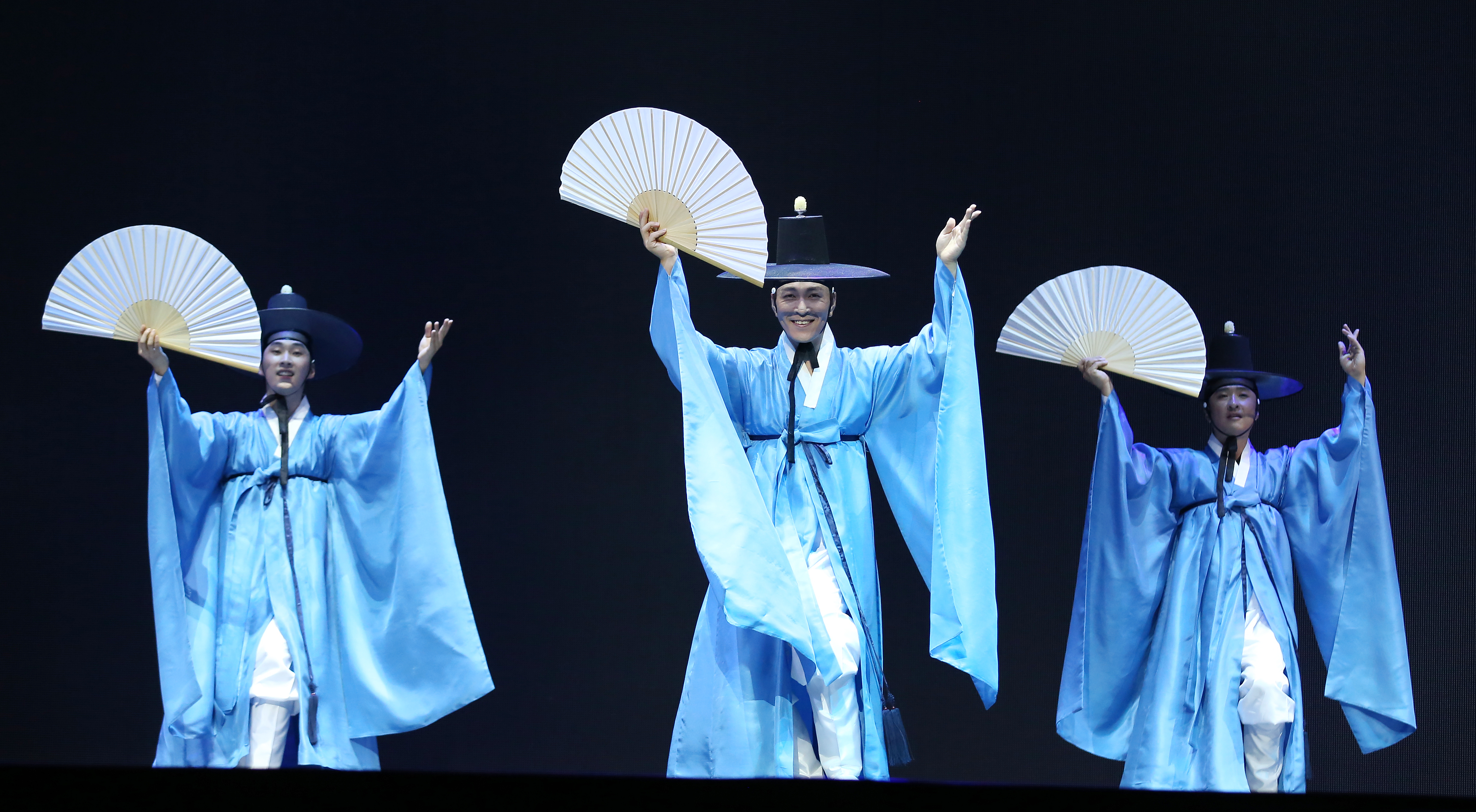
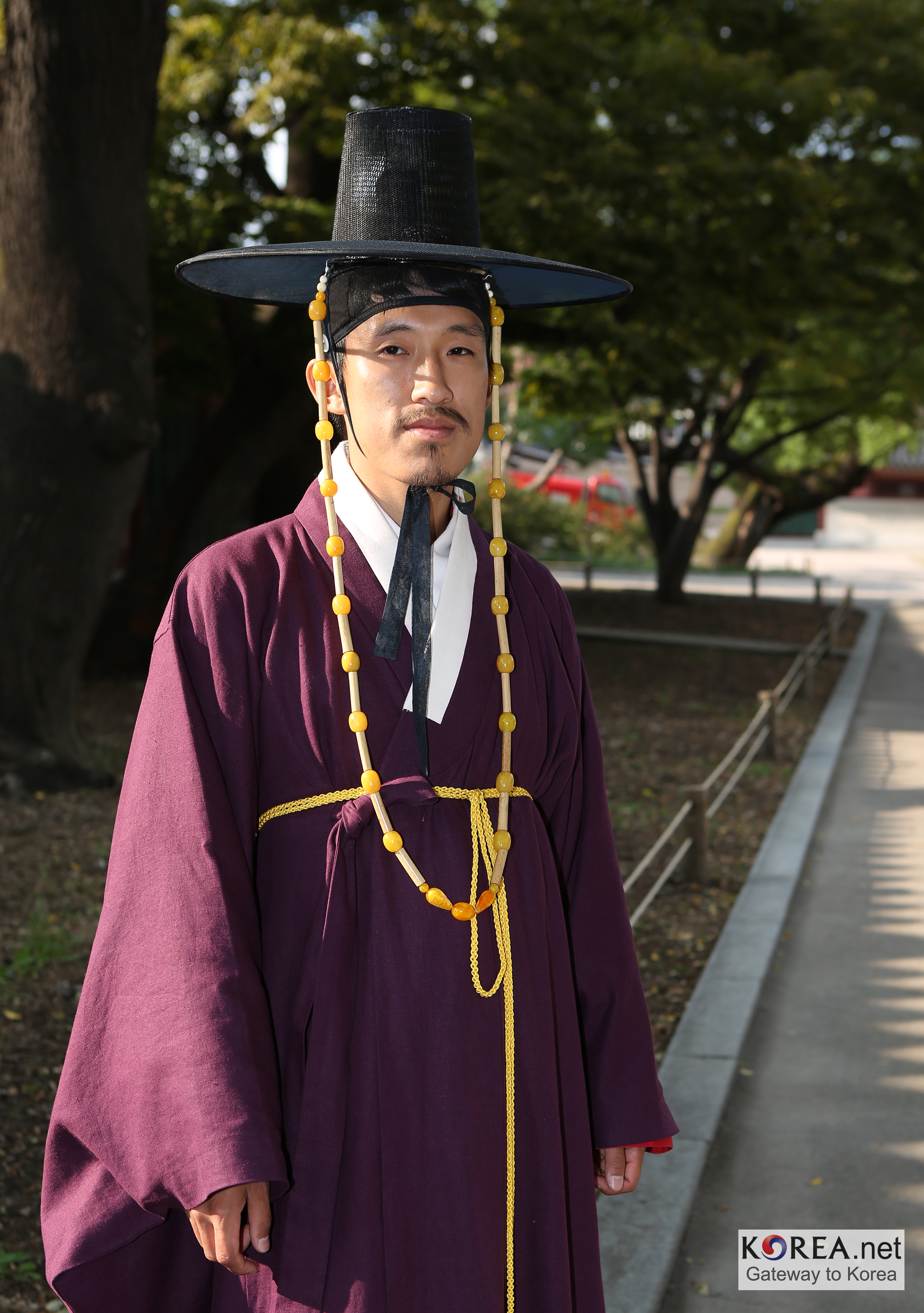
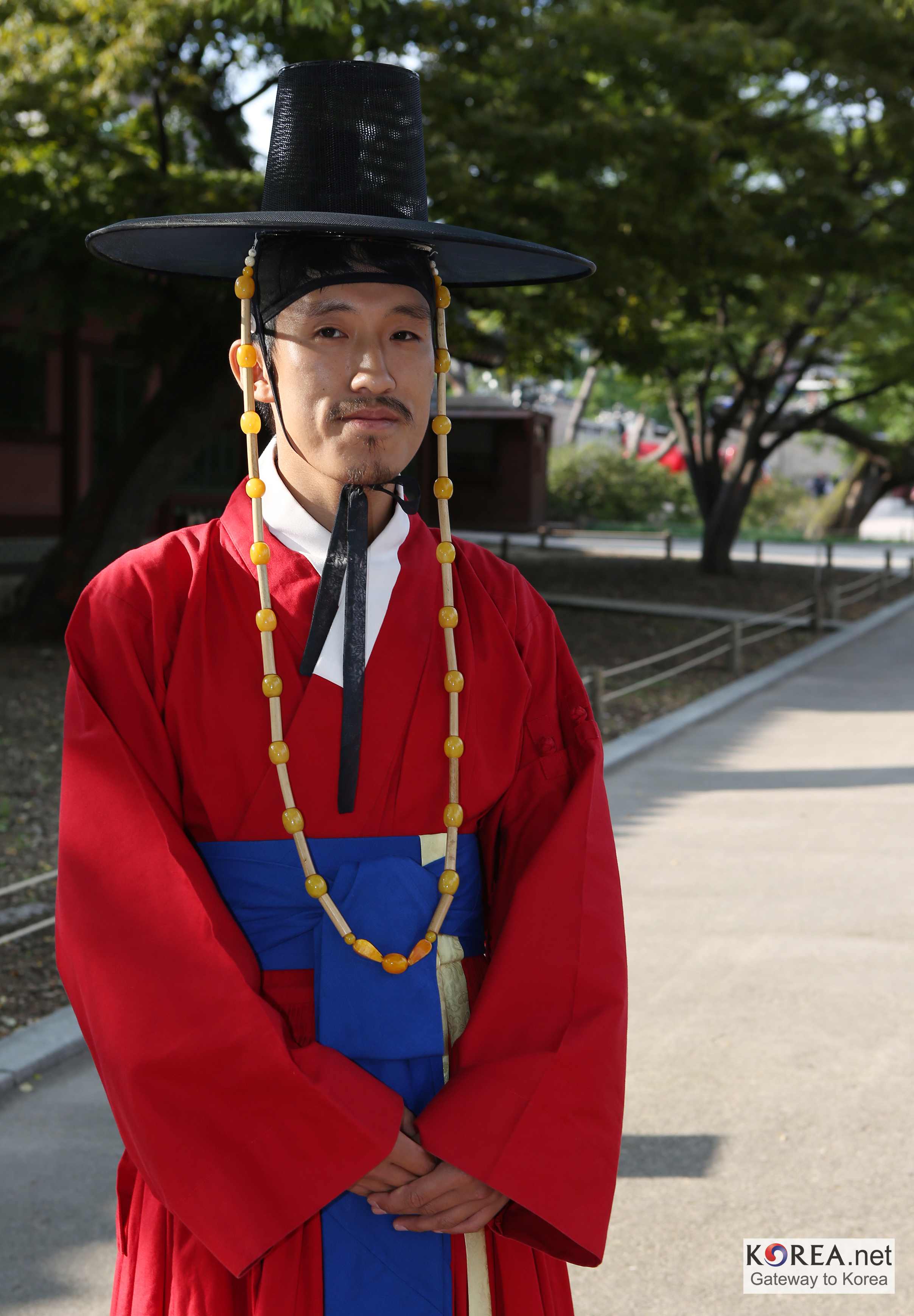

## Presència a la indústria cultural
A la sèrie de televisió de Corea del Sud Kingdom del 2019, els actors porten gat per representar la classe social de cada personatge.